# Duitse minderheid in Kazachstan
De Duitse minderheid in Kazachstan (Duits: Kasachstandeutsche) is een etnische groep van Duitsers in Kazachstan.

## Geschiedenis
Reeds in 1895 waren er Duitse nederzettingen in de buurt van Akmolinsk. Echter stammen de meeste voorouders van de huidige Duitse Kazachstanen af van de inwoners van de voormalige Wolga-Duitse Autonome Socialistische Sovjetrepubliek die in 1941 ontbonden werd door de Sovjetregering en waar de inwoners gedwongen moesten verhuizen naar Centraal-Azië. 
In 1979 probeerden de Duitsers een autonome regio op te richten in Kazachstan, echter stuitte dit op verzet van de inheemse Russische en Kazachse bevolking. In 1989 woonden er 957.518 Duitsers in Kazachstan, of zo'n 5,8% van de bevolking en het hoogste aantal in de hele Sovjet-Unie.
Na de val van het communisme eind jaren tachtig emigreerden een deel van hen naar Duitsland omdat Duitsland hen daar de kans toe gaf. Slechts een klein aantal zocht een nieuw begin in Rusland in de Duitse gebieden Halbstadt en Asovski (bij Omsk) of in het oblast Kaliningrad, het voormalige noordelijke deel van Oost-Pruisen. Omdat het systeem ook misbruikt werd in Duitsland door migranten die meer Russisch dan Duits waren werd deze regel door Duitsland afgeschaft in het begin van de 21ste eeuw. 
Volgens de volkstelling van 2003 woonden er 300.000 Duitsers in Kazachstan, voornamelijk in het noorden van het land. In 2009 was dit aantal al gezakt naar 170.000 en in 2012 was dit opnieuw gestegen naar 180.832. Een aantal onder hen keerde immers terug naar Kazachstan omdat ze zich in Duitsland niet konden aanpassen. In Kazachstan voelden zij zich Duits, in Duitsland Kazachs of Russisch. 
Het begrip Kazachstanduitsers wordt enkel in Duitsland gebruikt, de naar Duitsland uitgeweken Kazachstanen bestempelen zichzelf op historische gronden eerder als Rusland-Duitsers.

## Bekende Duitse Kazachstanen
- Alexander Merkel (1992), voetballer